# Timecop
Timecop [taɪmkɒp Amer taɪmkɑːp]IPA je akční sci-fi thriller z roku 1994 režiséra Petera Hyamse; vznikl v americko-kanadsko-japonské koprodukci, předlohou se mu stal stejnojmenný komiks Marka Verheidena a Mika Richardsona z roku 1992.
Dějově je zasazen do roku 2004, kdy lidstvo může cestovat čtvrtým rozměrem – časem. Agentura TEC (Time Enforcement Commission), vybavená vynálezem profesora Kleindasta, střežící tok času před možným zneužitím (jako se to stalo roku 1863, kdy neznámý zabiják se samopalem přepadl vojenský transport se zlatem pro Konfederaci), vyšle hrdinu, policistu Maxe Walkera, časovým posunem o dekádu zpět. Jeho úkolem je zastavit zločinného senátora, jenž má za lubem nelegální posílení své kariéry. O Walkerově profesionální zdatnosti není pochyb; otázkou však je, kterak obstojí jeho oddanost budoucnosti v momentě, kdy se ocitne tváří tvář možnosti objasnit/pomstít/odvrátit vraždu své manželky.

## Obsazení
| Jean-Claude van Damme | Max Walker             |
| Mia Sara              | Melissa Walker         |
| Ron Silver            | senátor Aaron McComb   |
| Bruce McGill          | velitel Eugene Matuzak |
| Gloria Reuben         | Sarah Fielding         |
| Jason Schombing       | Lyle Atwood            |
| Scott Lawrence        | George Spota           |
| Kevin McNulty         | Jack Parker            |
| Kenneth Welsh         | senátor Utley          |
| Callum Keith Rennie   | cizinec                |
| Ian Tracey            | voják                  |
| Veena Sood            | zdravotní sestra       |

## Citáty
| „ | Timecopa bych zařadil někam na křehké rozhraní mezi Terminátora a Návrat do budoucnosti. Ovšem příběh, který vyprávíme, je samozřejmě úplně nový. | “ |

| „               | Z hlediska mé režijní filmografie byl pro mne tento projekt velice přitažlivý, protože rád pracuji a vytvářím prostředí, kam se běžný smrtelník nedostane. Námět Timecopa navíc byl omezen jen naší představivostí, a to je velice vzrušující. | “ |
| — režisér Hyams | |   |

## Přijetí
| „                                                       | Timecop je lehce podprůměrný hybrid dvou žánrů, který časovkáře vytočí svou prostoduchostí a neoriginalitou a milovníky akčních filmů spolehlivě uspí. | “ |
| — Jiří Pavlovský & Štěpán Kopřiva, Nemesis 7. únor 1995 | |   |